# 4 cm kanón vz. 36

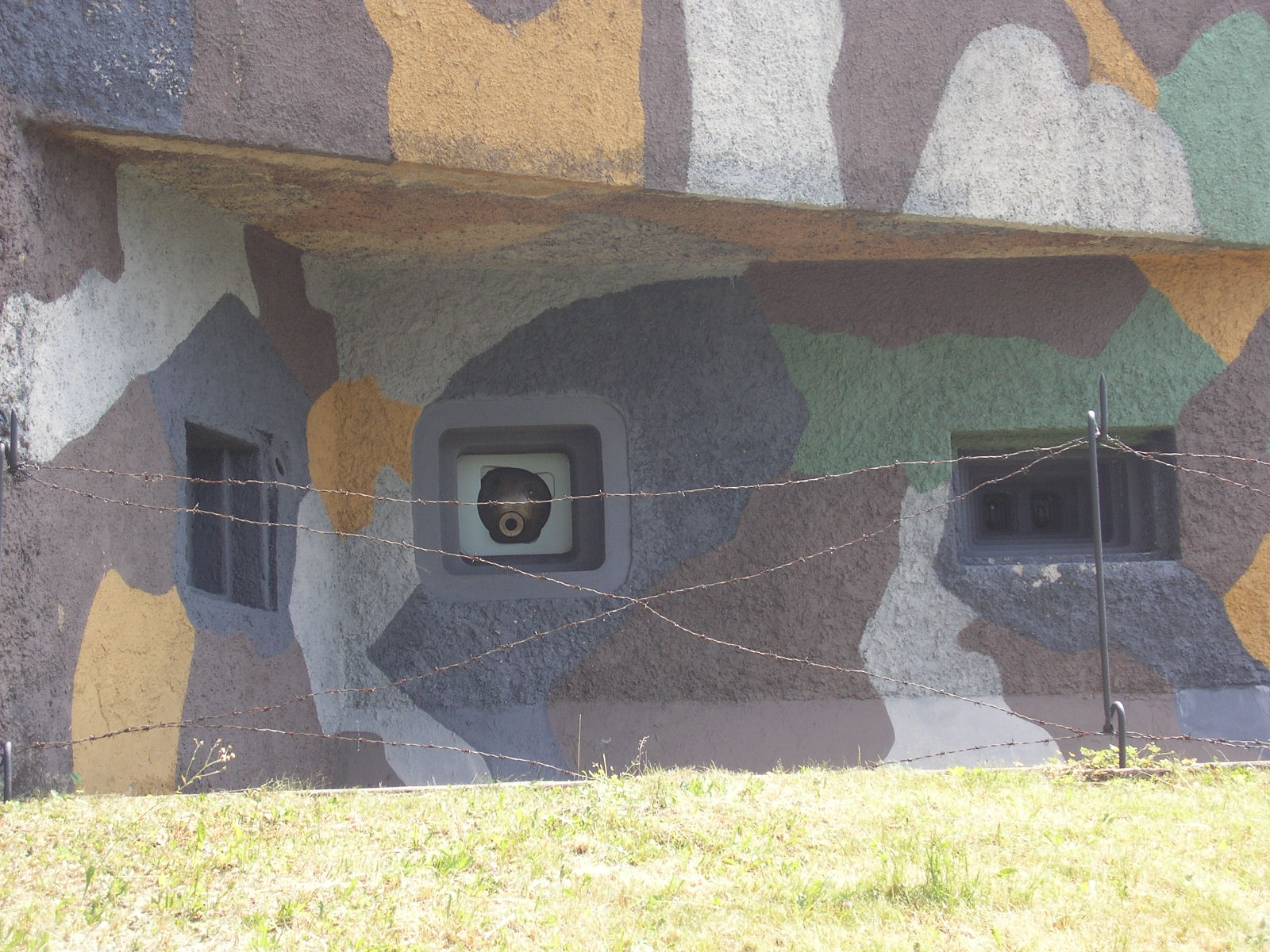
La volata del cannone della fortezza per la fanteria NS 82.

Il 4 cm kanón vz. 36 era un cannone anticarro da fortezza sviluppato e prodotto dalla Škoda per l'installazione nelle fortificazioni di confine cecoslovacche negli anni precedenti alla seconda guerra mondiale. Quest'arma venne realizzata in installazione L1, che affiancava al cannone una mitragliatrice pesante ZB-53, o Q con il solo cannone. Era un'arma molto efficace, all'epoca una delle migliori al mondo, in grado di fornire difesa anticarro alla linea di fortificazioni. Gli eserciti di molti paesi mostrarono interesse ad acquistarlo.

## Sviluppo
Inizialmente l'arma fu sviluppata in due diversi calibri, 37 e 47 mm. Nel 1935, Škoda produsse il primo cannone anticarro semiautomatico calibro 47 mm con otturatore a cuneo verticale. La canna di quest'arma era lunga 2.040 mm, con 20 rigature destrorse. Dopo un tiro prolungato, la canna doveva essere raffreddata ad acqua e poteva essere rapidamente sostituita in caso di danni in circa 15 minuti. L'arma aveva cinque sicure incorporate contro lo sparo accidentale. Nelle fortificazioni il cannone era fissato ad un affusto ad installazione a sfera. La cadenza di tiro era di 35 colpi al minuto.
Venne considerata l'installazione in torri rotanti, che dovevano costituire l'armamento principale delle fortezze di fanteria, ma la loro costruzione fu infine abbandonata. L'installazione con cannone singolo Q venne utilizzata nella parte più antica delle fortificazioni, vicino Ostrava. Successivamente nella stragrande maggioranza dei casi il cannone venne montato in installazione L1, che comprendeva anche una mitragliatrice ZB-53. L'operatore dell'arma poteva mirare in due modi: con telescopio vz. 36 o utilizzando la cosiddetta mappa panoramica, che era posta sopra l'arma montata.
Nel 1936, il primo prototipo, denominato dall'azienda Škoda A6, fu testato per la prima volta nel poligono militare di Milovice e in un bunker nell'area di addestramento militare di Brdy. Dopo il superamento di impegnativi test, il 12 novembre 1936, dei 18 ufficiali della Commissione degli armamenti 17 votarono a favore dell'adozione del pezzo. Il primo ordine seguì a breve.

## Produzione

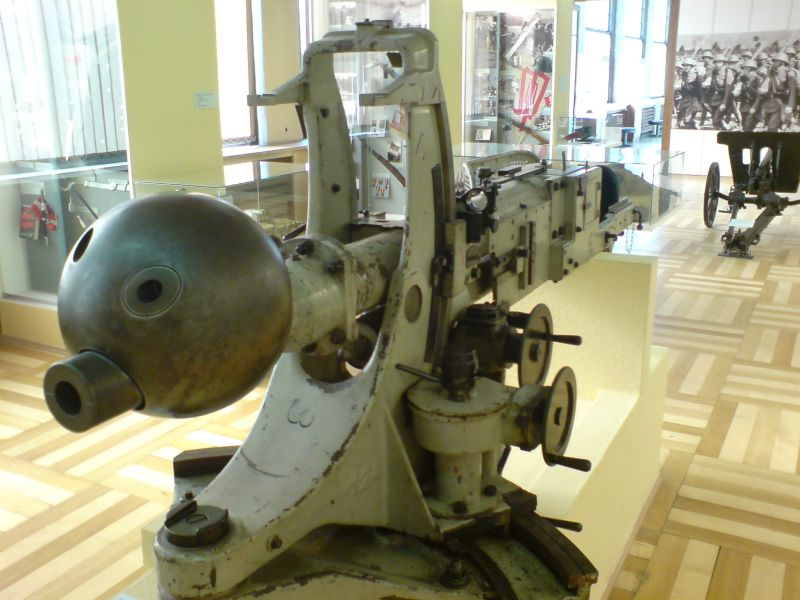
Un 4 cm kanón vz. 36 esposto al Museo dell'Esercito di Žižkov. In primo piano la sfera che connetteva l'affusto alla corazzatura del bunker.

Il Ministero della Difesa Nazionale ordinò 741 cannoni in tre serie. Nella prima serie, ordinata l'8 luglio 1937, furono consegnate tutte le 268 armi ordinate: 21 pezzi del numero totale furono consegnati come bocca da fuoco separata Q, i restanti 247 cannoni furono consegnati in installazione L1. Il secondo ordine per 273 cannoni fu inoltrato il 30 marzo 1938, ma non un solo pezzo giunse alle forze armate. La terza serie, ordinata nel luglio 1938, prevedeva la consegna di 200 cannoni.

## Impiego operativo
Il 4 cm kanón vz. 36 doveva costituire l'armamento principale delle fortezze per la fanteria del sistema difensivo cecoslovacco. Alcuni pezzi furono collocati anche nei bunker di ingresso delle opere. Essa era inoltre destinata ai bunker isolati, posti a difesa dell'ingresso delle altre opere e delle torri rotanti dell'artiglieria da fortezza.
Diversi Paesi (Argentina, Belgio, Bolivia, Brasile, Egitto, Francia, Cile, Jugoslavia, Perù, Grecia, Siam, Unione Sovietica e Svizzera) espressero il loro interesse per questo tipo di arma per equipaggiare i propri sistemi di fortificazioni, ma a causa della Conferenza di Monaco non ebbe seguito. Sulla Linea Rupnik jugoslava, in gran parte ispirata alle fortificazioni cecoslovacche, ad esempio furono costruiti bunker leggeri progettati per ospitare questo cannone (in seguito furono installati temporaneamente cannoni anticarro campali).

### Nell'esercito tedesco

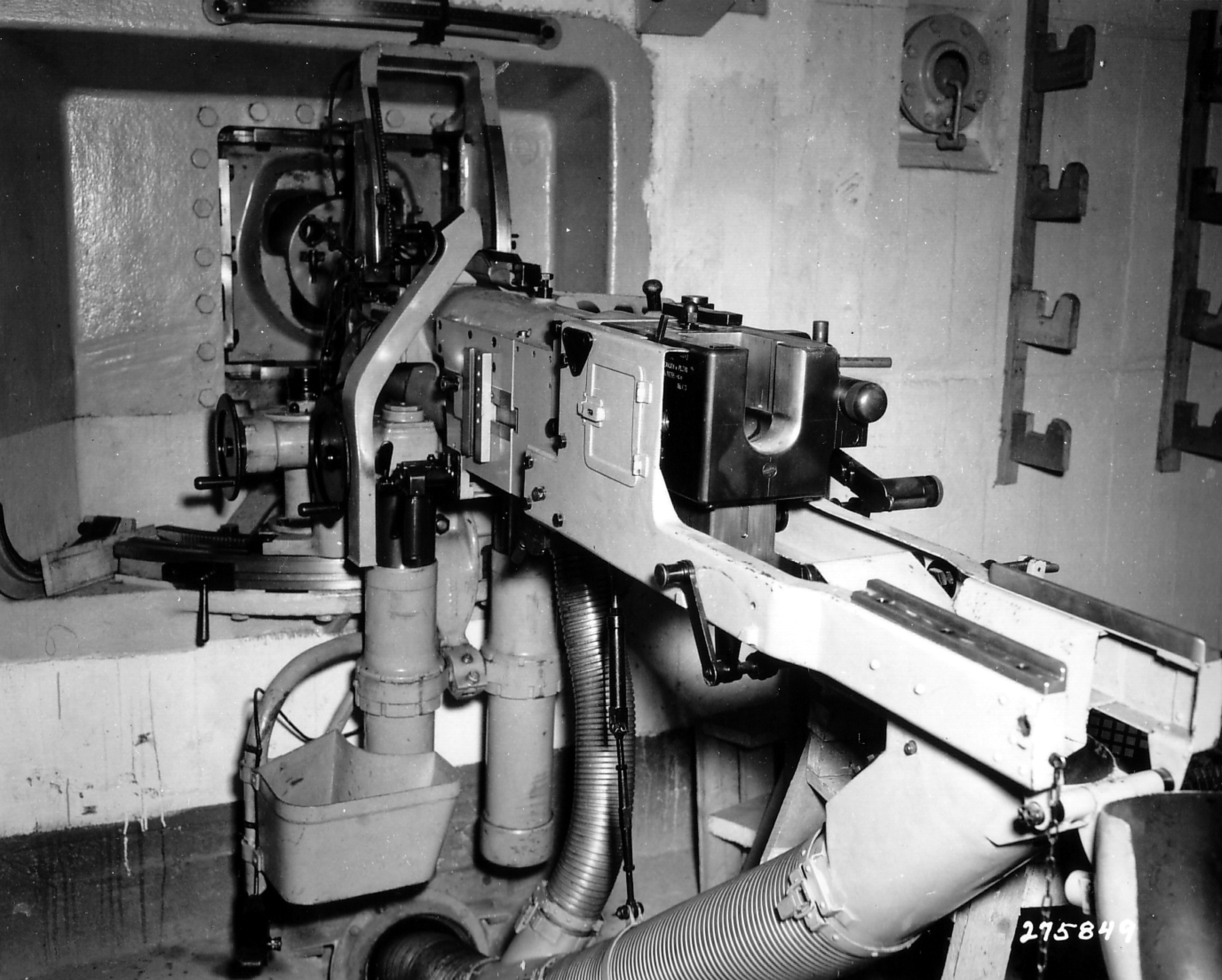
Un 4,7 cm PaK K 36(t) installato nel Vallo Atlantico.

Dopo l'occupazione tedesca della Cecoslovacchia, la Wehrmacht si impadronì di questo cannone e lo immise in servizio con la denominazione 4,7 cm PaK K 36(t). Nel 1939 le prime armi andarono ad equipaggiare la Linea Sigfrido. Venne poi installato in 493 opere del Vallo Atlantico. L'arma venne utilizzata anche nel gruppo di opere Ludendorff, nella sezione settentrionale della Linea Oder-Warthe-Bogen.

## Munizionamento
Il munizionamento previsto per il vz. 36 includeva tre tipi di proietto:
- granata ad alto esplosivo vz. 36
- granata anticarro vz. 36
- granata a mitraglia vz. 36

Alla fine entrarono in servizio solo i primi due tipi di munizioni. Il Ministero della Difesa Nazionale ordinò un totale di 125.000 granate ad alto esplosivo e 196.000 granate anticarro da Škoda. Queste munizioni furono prodotte ad Adamov e a Dubnica nad Váhom. Le due granate furono adottate anche dai tedeschi rispettivamente come 4,7 cm Gr. 36(t) e 4,7 cm PzGr. 36(t). Seguirono nuovi ordini, questa volta per le esigenze della Wehrmacht: nel 1940 per 161.200 munizioni esplosive, nel 1941 per 259.000 esplosive e 409.000 anticarro e nel 1942 per 240.000 esplosive. Dal 1943 seguirono consegne mensili regolari, che proseguirono fino al 1944.